# Het Zeeuws Orkest
Het Zeeuws Orkest (HZO) is het regionale symfonieorkest voor de provincie Zeeland. Het orkest bestaat uit een combinatie van 60 beroepsmusici en 25 (ervaren) amateurs en is hiermee uniek in Nederland. Het Zeeuws Orkest geeft per jaar minimaal vier concertseries met drie tot vier concerten op verschillende locaties in de provincie Zeeland. 
Het orkest staat onder leiding van chef-dirigent Ivan Meylemans. Het speelt ook regelmatig onder een gastdirigent. 